# Giancarlo Locatelli
Giancarlo Nino Locatelli (* 12. November 1961) ist ein italienischer Jazzmusiker (Klarinette, Bassklarinette, weitere Klarinetten).

## Leben und Wirken
Locatelli erhielt seinen ersten Musikunterricht von seinem Vater, einem Akkordeonisten; er nahm zunächst Klavierstunden und absolvierte 1985 sein Diplom als Klarinettist. Er beschäftigt sich seitdem mit freier Improvisation, außerdem mit der Musik von Steve Lacy, Mal Waldron, Duke Ellington, Thelonious Monk, John Coltrane, Tom Waits, Johann Sebastian Bach und Anton Webern. Mit seinem Quintett und Gastmusiker Steve Lacy legte er 1991 das Album Trochus vor. Ab 2009 (Album So Long) setzte er sich weiter mit dem kompositorischen Werk Steve Lacys auseinander; 2018 legte er (als Solist auf der Bassklarinette) das Album Sitations: Giancarlo „nino“ Locatelli Plays Steve Lacy vor.
Des Weiteren spielte Locatelli seit den späten 1990er-Jahren u. a. mit Enrico Fazio (7 Rocks), Alberto Braida (From Here from There, 2021), Außerdem gehörte er den Gruppen Cristiano Calcagnile Multikulti Ensemble, Fabio Martini – Circadiana, Linguafonie (mit Elio Martusciello, Erhard Hirt, Fernando Grillo, Frank Schulte, Giancarlo Schiaffini, Stefano Zorzanello), Smonta Tutto (mit Alberto Braida, Gino Robair) und dem Tai No-Orchestra um Massimo Falascone an. Locatelli leitete zudem, teilweise mit Gabriele Mitelli, verschiedene Versionen des Pipeline-Ensemble-Projekts. Im Bereich des Jazz war er laut Tom Lord zwischen 1994 und 2016 an 19 Aufnahmesessions beteiligt.

## Diskographische Hinweise
- Giancarlo Locatelli Quintet with Steve Lacy: Trochus (1991), mit Francesco Aroni Vigone, Enrico Fazio, Filippo Monico, Roberto Favilla Jr.
- Massimo Falascone, Filippo Monico, Giancarlo Locatelli: Takla Makan (C.M.C. Records, 1997)
- Giancarlo Locatelli, Franco Beltrametti: Il Grande Quarto D’Ora (C.M.C., 1998)
- Peter Kowald, Alberto Braida, Giancarlo Locatelli: Aria (Free Elephant, 2005)
- Pipeline 8: Prayer (2018)
- Pipeline 5: Crocus (2018), mit Tito Mangialajo Rantzer, Simone Fratti, Gianmaria Aprile, Sergio Prada
- Pipeline 3: Flatus (We Insist! Records, 2019), mit Simone Fratti, Gianmaria Aprile (rec. 2014)
- Trio Pipeline – Kakuan Suite (2020), mit Andrea Grossi, Cristiano Calcagnile
- Barre Phillips/Giancarlo Nino Locatelli: Danze degli Scorpioni (We Insist Records, 2008/2023)